# Tursko-kurdski sukob

Tursko-kurdski sukob je etnički sukob između Turaka i Kurda koji traje od završetka Prvog svjetskog rata. Od početka oružanih sukoba između Turske i Radničke stranke Kurdistana 1984. poginulo je oko 30.000 ljudi.

## Pozadina
Kao posljedica Prvog svjetskog rata, sile Antante su razdijelile Osmansko carstvo. Prema Miru iz Sevra trebalo je uspostavi neovisni Kurdistan, ali ovaj sporazum nikada nije ratificiran i poništen je Mirom iz Lausanne 1923. Tijekom tih godina je izbilo nekoliko pobuna s ciljem ostvarivanja kurdske neovisnosti, kao što su Kočkirska pobuna 1920, Pobuna šeika Saida 1925., Pobuna šeika Aburahmana 1927, osnivanje Republike Ararat (1927-1930) i Dersimska pobuna 1937.
Kurdski nacionalizam je počeo oživljavati 1970ih u vrijeme kada je Turska bila rastrzana ljevičarsko-desničarskim sukobima i osnovana je marksistička Radnička stranka Kurdistana pod vodstvom Abdullaha Öcalana koja je tražila kurdsku državu.Uporaba kurdskog jezika je bila zabranjena za vrijeme predsjednika Kenana Evrena.

## Kronologija

### 1984-2003
Oružani sukobi između Turske i Radničke stranke Kurdistana su izbili 1984, a do 2007. poginulo je oko 30.000 ljudi.
Kao posljedica neuspješnog ustanka u Iraku iz 1991. protiv Sadama Huseina, Ujedinjeni narodi su uspostavili zone zabrane leta u kurdskim područjima u Iraku, što je tim područjima dalo de facto neovisnost. Radnička stranka Kurdistana je uskoro našla sigurno utočište iz kog je mogla pokretati akcije protiv Turske, a Turska je odgovorila vojnim operacijama Čelik (1995) i Čekić (1997) s ciljem uništenja Radničke stranke Kurdistana.
Godine 1999. turski agenti su uhvatili Ocalana u Keniji i on je nakon suđenja osuđen na smrt, ali mu je kazna zamijenjena doživotnim zatvorom, pošto je smrtna kazna ukinuta u Turskoj 2002.
Nakon invazije Iraka 2003. mnogo je oružja bivše iračke vojske palo u ruke kurdske milicije Pešmerga.  Pešmerga je de facto postala vojska sjevernog Iraka i veliki dio njenog oružja je prešlo u ruke drugih kurdskih grupa kao što su Radnička stranka Kurdistana i Stranka za slobodni život u Kurdistanu (izdanak Radničke stranke Kurdistana u Iranu). S priljevom oružja napadi Kurda su se pojačali.

### 2007-2008
U samoubilačkom napadu u Ankari 22. svibnja 2007. je poginulo 8 osoba, dok je 10 ozlijeđeno, a za napad je osumnjičena Radnička stranka Kurdistana. Zapovjednik turskih oružanih snaga general Jašar Bujukanit je izjavio da se priprema plan o prekograničnoj vojnoj operaciji u Iraku. Dana 4. lipnja 2007. u samoubilačkom napadu na položaj turske vojske u pokrajini Tunčeli poginulo je 8 vojnika, a ranjeno je 6.
7. lipnja Turska je uvela vojne sudove u oblasti blizu iračke granice naseljenim Kurdima i zabranila civilne letove.
Na dan 7. listopada 2007. u napadu Kurda u pokrajini Širnak ubijeno je 13 vojnika, dok je samo jedan pripadnik RPK ubijen. Turska vojska je bombardirala oblasti u blizini tursko-iračke granice, kako bi spriječila pobunjenički dolazak bazama. Turska javnost je tražila od parlamenta dozvolu za akciju vojske u sjevernom Iraku, dok su američki predsjednik George W. Bush i irački predsjednik Džalal Talabani zahtijevali da Turska ne vrši nikakvu akciju jer bi to moglo da destabilizirati regiju. Turski parlament je 17. listopada dozvolio premijeru Recepu Erdoganu da vojska prijeđe iračku granicu kako bi napadala kurdske pobunjenike. Dana 21. listopada 2007. ubijeno je 12 turskih vojnika, a ranjeno 16 u napadu RSK kod grada Jusekova u provinciji Hakari. Turska vojska je 28. listopada ubila 15 pripadnika RSK u pokrajini Tunčeli.
Turski avioni su 16. prosinca bombardirali sjever Iraka i tom prilikom je poginula jedna osoba. Oko 300 turskih vojnika je u noći između 17. i 18. prosinca izvelo akciju protiv pripadnika RSK nekoliko kilometara unutar iračkog teritorija.
Turska je 21. veljače 2008. poslala svoju vojsku u sjeverni Irak da se obračunaju s pripadnicima RSK, a operacije su okončane 29. veljače.